# C. Norman Shealy
Clyde Norman Shealy, genannt Norman Shealy (* 4. Dezember 1932 in Columbia (South Carolina); † 8. Juli 2024), war ein US-amerikanischer Neurochirurg und Pionier der Schmerztherapie mit elektrischer Stimulation. Auf ihn gehen die Rückenmarkstimulation und (mit anderen) die Transkutane elektrische Nervenstimulation (TENS) in der Schmerztherapie zurück. Er war außerdem ein Vertreter holistischer Medizin.

## Werdegang
Shealy studierte Medizin an der Duke University mit dem M. D. 1956. Er erwarb einen Ph.D. in Psychologie vom Saybrook Institute (1977). Seine Ausbildung als Neurochirurg absolvierte er an der Duke University Medical School, war 1957/58 Assistenzchirurg an der Washington University in St. Louis, 1962/63 Teaching Fellow an der School of Medicine der Harvard Medical School und 1963 zunächst als Senior Instructor in Neurochirurgie an der Case Western Reserve University (damals Western Reserve University) tätig. Dort wurde er 1966 Assistant Professor. Von 1967 bis 1974 war er Clinical Assistant Professor für Neurochirurgie an der University of Wisconsin und von 1966 bis 1971 Leiter der Neurochirurgie an der Gunderson Clinic & Lutheran Hospital in La Crosse in Wisconsin. Außerdem war er 1970 bis 1975 Associate Clinical Professor an der University of Minnesota und von 1971 bis 1982 Clinical Associate in der Fakultät für Psychologie der University of Wisconsin-LaCrosse, an der er ab 1987 Professor für Psychologie war.
Shealy wandte 1967 die Gate-Control-Theory des Schmerzes von Patrick David Wall und Ronald Melzack (veröffentlicht 1965) an, um Schmerz mit Elektroden im Rückenmark zu unterdrücken (Rückenmarkstimulation, zunächst Dorsal column stimulation (DCS) genannt, später Spiral column stimulation, SCS). Die experimentelle Möglichkeit der Schmerzunterdrückung war von Patrick Wall und Bill Sweet demonstriert und 1967 veröffentlicht worden. Shealy setzte 1964 seinen Doktoranden Tom Mortimer darauf an, implantierbare Elektroden für die Rückenmarkstimulation zu entwickeln, was diesem mit Unterstützung von Norm Hagfors von Medtronic (die die Technik für Herzschrittmacher einsetzten) für die Radiowellen-Fernsteuerung gelang. Nachdem Shealy  von der Case Western University nach LaCrosse wechselte implantierte er im Oktober 1967 den ersten DCS bei einem Krebspatienten im Endstadium mit gutem Erfolg. Danach arbeitete er direkt mit Medtronic zusammen (Myelostat 1968). In den 1970er Jahren benutzte er TENS als Screening-Hilfe vor einer Therapie mit DCS, wobei er bei einigen Patienten bessere Therapieerfolge mit TENS erhielt. Inzwischen war TENS aber auch schon von anderen bei chronischem Schmerz angewandt worden.
Von 1978 bis 1980 war er Präsident und einer der Gründer der American Holistic Medical Association. Er veröffentlichte viele Bücher über ganzheitliche Medizin und propagierte diese in seinem Holos Institute of Health. Er war auch Professor für Energy Medicine am Holos University Graduate Seminar in Bolivar, Missouri. In jüngster Zeit befasste er sich – weitab von schulmedizinischen Methoden – mit Telomer-Verjüngung (RejuvaMatrix). Nach eigenen Angaben hielt er 14 Patente in Energie-Medizin. Außerdem war er Herausgeber des Journal of Comprehensive Integrative Medicine. Er selbst sah seine Entwicklung von DS und TENS als erste Schritte ganzheitlicher Medizin.
Er war Ehrendoktor des Ryodoraku Institute.